# Ератирски етнографски музей
Ератирският етнографски музей (на гръцки: Λαογραφικό Μουσείο Εράτυρας) е музей в южномакедонското градче Ератира (Селица), Гърция.

## История
Музеят е създаден с дарния на местните жители. Разположен е на Горния площад, наречен Пазари, в традиционната Хасиотева къща. Състои се от три нива: сутерен, партер и първи етаж. Сградата е подредена така, че да с види оригинална къща от XVIII - XIX век. Изложбените пространства свидетелстват за различните занимания (предимно селскостопански) и начина на живот на жителите на Селица. Музейните предмети са обличали сградата по такъв начин, че днес виждаме къща, павирана и оборудвана, както е функционирала преди 2-3 века. Снимки, рисунки и текстове допълват картината на традиционния начин на живот. В различните одаи са изложени ръчно тъкани килими, ръчно изработени бродерии и плетива, както и народни носии. На етажа са изложени и стари монети и оръжия.